# Le Voyage à Paimpol
Pour plus de détails, voir Fiche technique et Distribution.
Le Voyage à Paimpol est un film français réalisé par John Berry, sorti en 1985.

## Synopsis
Maryvonne n'est pas satisfaite de sa vie, et part en autobus à Paimpol.

## Fiche technique
- Titre : Le Voyage à Paimpol
- Réalisation : John Berry
- Scénario : John Berry et Josiane Lévêque, d'après le roman de Dorothée Letessier[1]
- Dialogues : Josiane Lévêque
- Photographie : Bernard Zitzermann
- Son : Henri Roux
- Décors : Olivier Paultre
- Costumes : Anne Schotte
- Musique : Serge Franklin
- Montage : Jean-Bernard Bonis
- Sociétés de production : FR3 Cinéma - Jomy Productions - AFC
- Tournage : du 4 février au 23 mars 1985
- Pays d'origine :  France
- Format : Couleurs - 35 mm
- Durée : 88 minutes
- Date de sortie : France, 27 novembre 1985

## Distribution
- Myriam Boyer : Maryvonne
- Michel Boujenah : Joël
- Jean-François Garreaud : Jean-François
- Dora Doll : la mère de Maryvonne
- André Rouyer : le père de Maryvonne
- Michèle Brousse : Béatrice
- Josiane Lévêque : Arlette
- Catherine d'At : Irène
- Chantal Neuwirth : Lili
- Jean-Paul Muel : Chouchou
- Francis Lemaire : Chapeau